# Yankuba Ceesay
Yankuba Ceesay (ur. 26 czerwca 1984 roku w Serekundzie) – gambijski piłkarz, grający na pozycji pomocnika. Kiedy dołączył do peruwiańskiego klubu Alianza Atlético Sullana, stał się pierwszym gambijskim piłkarzem grającym w Ameryce Łacińskiej.

## Sukcesy
- 2003/2004 GFA League First Division (Wallidan FC Bandżul)
- 2005 GFA League First Division (Wallidan FC Bandżul)